# Ivar Lunde jr.
Ivar Lunde jr. (Tønsberg, 15 januari 1944) is een Noors componist, muziekpedagoog, dirigent en hoboïst.

## Levensloop
Lunde jr. studeerde muziektheorie, compositie en hobo aan het Musikkonservatoriet in Oslo. Verder studeerde hij ook aan de Universität für Musik und Darstellende Kunst "Mozarteum" Salzburg. Tot zijn docenten behoorden Kees Lahnstein en André Lardrot (hobo), Grant Moore en James Caldwell (barokhobo), zijn vader Ivar Lunde sr. (compositie), Trygve Lindemann, Hermann Scherchen en Carl Melles (orkestdirectie). 
Als hoboïst was hij verbonden aan Den Norske Operas Orkester in Oslo. Als hobosolist verzorgde hij optredens met het Bergen Filharmonisch Orkest en het Oslo Filharmonisch Orkest, maar ook met andere orkesten in Noorwegen, Zweden, Oostenrijk en de Verenigde Staten.  
In 1966 vertrok hij naar de Verenigde Staten. Aldaar was hij als barokhoboïst verbonden aan het barokensemble "Les Favorites" van de Universiteit van Wisconsin in Eau Claire. Als solist trad hij op met het ensemble "Basically Bach" in Chicago, "The Minnesota Bach Society" en "The Lyra Concert Baroque Orchestra" in Minneapolis, het "Ensemble Musical Offering" in Milwaukee, het "Baroque Orchestra of Iowa", en "The Center for Early Music Orchestra" aan het College of St. Scholastica in Duluth. Hij verzorgde als solist en cd-opname me "The Smithsonian Concerto Grosso" in Washington D.C..
Als dirigent werkte hij met het Chippewa Valley Symphony Orchestra en diens jeugdorkest, het Eau Claire Chamber Orchestra en het Symphony Orchestra of the University of Wisconsin in Eau Claire.  
Hij was als docent verbonden aan de School of Music van de Universiteit van Wisconsin in Eau Claire.
Als componist won hij een aantal prijzen, bijvoorbeeld een gedeeltelijke 1e prijs voor zijn Symfonie Nr. 1 tijdens de Oslo Concert Hall Composition Contest. Zijn werken werden gespeeld door bijvoorbeeld het Milwaukee Symphony Orchestra, het Milwaukee Chamber Orchestra, het Scottish National Symphony Orchestra, het Oslo Filharmonisch Orkest, het Trondheim Symfonie Orkest en het Eau Claire Chamber Orchestra.

## Composities

### Werken voor orkest

#### Symfonieën
- 1976 Symfonie nr. 1, op. 57
- 1978 Symfonie nr. 2, voor sopraan en groot orkest, op. 67
- 1983 Symfonie nr. 3, op. 83

#### Andere werken voor orkest
- 1963 Illustrasjoner, voor strijkorkest, op. 12
- 1963 Valse simple, voor strijkorkest, op. 14
- 1963 Lengsel, toondichting voor strijkorkest, op. 16
- 1964 Renée, voor viool en strijkorkest, op. 17
- 1964 rev.1971 Concertino, voor viool, hobo en strijkorkest, op. 21 - gerev. versie: met klavecimbel
- 1970 Aiga, voor orkest, op. 36
- 1972 Nordic Suite, voor orkest, op. 43
- 1984 Joy, voor orkest, op. 84
- 1992 Capriccio da camera, voor basklarinet en kamerorkest, op. 101

### Werken voor harmonieorkest
- 1971 Metamorphoses, op. 30b
- 1972 Carnival March, op. 45
- 1973 Suite Nonsenscole, voor blaasensemble, op. 47
- 1974 Three Primitive Dances
- 1977 Elegy, op. 61
- 1978 Two Contrasts, voor blaasenesemble en slagwerk, op. 66
- 1979 Ludrathytr, fanfare voor groot koperensemble en pauken, op. 71 nr. 1
- 1980 Capricious Suite, op. 72
- 1982 CoBaDiNaAs, voor hobo, klarinet, fagot en harmonieorkest, op. 77
- 1987 Iowa Folk Song Suite
- 1988 Reflections, voor altsaxofoon, contrabas en harmonieorkest, op. 95
- 1996 A Summer Day 1996, voor gemengd koor en harmonieorkest, op. 107

### Vocale muziek

#### Werken voor koor
- 1963 The Song, voor driestemmig vrouwenkoor (SSA), op. 6 - tekst: Bjørnstjerne Bjørnson
- 1973 Nocturne, voor spreker, gemengd koor, hobo, klarinet, 2 slagwerkers en bandrecorder, op. 46
- 1976/1979 Psalm 26 - "Judica me, Domine", voor gemengd koor, op. 58
- 1978 Erindringer, voor gemengd koor, op. 68 A
- 1978 Three Christmas Carols, voor gemengd koor, op. 70 
  1. A Child This Day
  2. I Know a Rose-tree Springing
  3. Unto us a Boy is Born
- 1981 I Know a Rose-tree Springing, voor zangstem, gemengd koor en orgel, op. 70 No. 2
- 1981 Two Palogos, voor gemengd koor, op. 76 - tekst: Paul L. Gomory
- 1981-1996 Songs of Love, voor gemengd koor, op. 106 - tekst: Paul L. Gomory
  1. Two Birds
  2. Like a Raindrop
  3. When We Walk
  4. The Endless Unanswered Concern
  5. Ever on Sunday
- 1982 Two the Same, voor vrouwenkoren (SSA en SSSSAA) a capella, op. 81 
  1. The Pines
  2. Metamorphosis
- 1985 Two Quotations - A Dedication, voor gemengd koor, orkest en orgel, op. 90
- What's the Fuss, voor gemengd koor, dwarsfluit en contrabas, op. 105
- Two Old Potatoes and Me, voor gemengd koor, op 114 - tekst: John Coy

#### Liederen
- 1969 Four for Nine, voor sopraan, bariton, piccolo, klarinet, trompet, cello, piano en 2 slagwerkers, op. 35
- 1970 Six Norwegian Poems, voor sopraan en piano, op. 40 - tekst: Arnulf Øverland
  1. Et forår farver jorden grøn
  2. Jeg går omkring
  3. Trolldom
  4. Døde fugler
  5. Den fremmede fuglen
  6. November
- 1977 Three Songs, voor mezzosopraan (of bariton) en piano, op. 63
- 1983 Erindringer, voor hoge zangstem en strijkers, op. 68 B
- 1984 Harbinger, voor zangstem en piano, op. 86 - tekst: Doris Haug Briggs

### Kamermuziek
- 1963 Tre Stæv, voor 2 hobo's en althobo, op. 4 nr. 1
- 1963 rev.1988 Trio, voor dwarsfluit, hobo en klarinet, op. 8 (a,b,c)
- 1963 Quartet nr. 1 i gammel stil, voor hobo, viool, altviool en cello, op. 10
- 1963 A l'école - A Short Suite, voor hobo en klarinet, op. 11
- 1963 Fantasy, voor hobo en piano, op. 15
- 1964-1971 Quartet nr. 2, voor hobo, viool, altviool en cello, op. 19
- 1964 Intermezzo, voor cello en piano, op. 22
- 1965 Une Petite Suite Pour Cinq, voor blaaskwintet, op. 23
- 1966 Serenade, voor blaaskwintet, op. 26
- 1966 Theme with Variations, voor hobo en klavecimbel, op. 27
- 1966 Sonatina, voor viool en piano, op. 29
- 1967 Sonatina, voor hoorn en piano, op. 31
- 1968 Image, voor hobo, fagot, slagwerk en bandrecorder, op. 32
- 1969 Suite nr. 2, voor blaaskwintet, op. 33
- 1969 Drawings, voor piccolo, dwarsfluit en klarinet, op. 34
- 1970 Sonatina, voor hobo en piano, op. 39
- 1971 Suite, voor koperkwintet, op. 41
- 1971 Experience nr. 1, voor blaaskwintet, op. 51
- 1973 Three Bagatelles, voor blaaskwintet, op. 48
- 1973 Sonata, voor altsaxofoon en piano, op. 49
- 1974 Four Moods, voor klarinet en piano, op. 50
- 1974 Three Primitive Dances for Selected Instruments, voor viool, altviool, piccolo, 2 hobo's, althobo, fagot, contrabas en slagwerk, op. 52
- 1975 Saxofoonkwartet, op. 54
- 1975 Nuances, voor klarinettenkoor, op. 55
- 1976 Embellishments, voor zes trompetten, op. 60 nr. 2
- 1977 Concert, voor blaaskwintet en klavecimbel, op. 64
- 1978 Fables - Short Stories, voor dwarsfluit en piano, op. 69
- 1980 Poem, voor trombone, piano, vibrafoon en slagwerk, op. 74
- 1982 Sonata, voor fagot en piano, op. 78
- 1984 Xylem, voor dwarsfluit, hobo, klarinet en fagot, op. 85
- 1984 Five Simplicities, voor hobo en piano, op. 87
- 1985 Pulsations, voor 4 trombones (alttrombone, 2 tenortrombones en bastrombone) en tuba, op. 89
- 1987 Alternations, voor klarinet en fagot, op. 91
- 1987 Designs - Variations, voor tuba en piano, op. 92
- 1989 Three Signs of the Zodiac, voor blaaskwintet, op. 97
- 1990 Flickers, voor blaaskwintet en slagwerk, op. 98
- 1990 Fragments for a Sunday Afternoon, voor strijkkwartet, op. 99
- 1993 Psilocybin, voor klarinet, fagot en piano, op. 103
- 1999 Chromos, voor dwarsfluit en piano
- Capriccio, voor hoorn en piano, op. 94
- Dancing Images, voor viool, cello en piano, op. 104
- Tre Vuggeviser, voor hoorn en piano, op. 9

### Werken voor orgel
- 1963 Chaconne, op. 13

### Werken voor piano
- 1962 Humoresque, op. 2
- 1963 Visjon, op. 3
- 1964 Bagateller, op. 20
- 1966 Sonate classique, op. 28
- 1972 Sonata nr. 2, op. 44
- 1974 Sonata nr. 3, op. 53
- 1975 Sonata nr. 4, op. 56
- 1976 Sonata nr. 5, op. 59
- 1977 Nine Suggestive Sketches, op. 62
- 1980 Akvareller, op. 75
- 1989 Seven Preludes, op. 96

### Werken voor klavecimbel
- 1965 Suite for Cembalo, op. 25
- 1971 Toccata and Fugue, op. 42
- 1982 Suite nr. 2, op. 80
- 1985 Frivolities, op. 88
- 1999 Insectum Communis

### Werken voor gitaar
- 1982 Twelve Miniatures, op. 79

## Publicaties
- The Oboe Reed - Construction and Adjustment (1), in: The Wisconsin School Musician, February 1969, pp. 16-17
- The Oboe Reed - Construction and Adjustment (2), in: The Wisconsin School Musician, April 1969, pp. 32-33